# Juin 1918

## Événements
- Famine en Cisleithanie.
- Juin - juillet[1]: disparition inexpliqué de mineurs Afrique du Sud. Grève en Afrique du Sud (40 000 mineurs). Grève des éboueurs à Johannesburg.

- 1er - 26 juin : bataille du bois Belleau.

- 1er - 11 juin  : 
  - Paris est bombardée par les Pariser Kanonen (et non la Grosse Bertha).

- 4 juin : l'Empire ottoman signe à Batoum trois traités de paix séparés avec les républiques d'Arménie, de Géorgie et d'Azerbaïdjan. Seul le général arménien Andranik refuse de reconnaître le traité et résiste dans les montagnes du Karabakh et du Zankézour d'où il harcèle les Turcs jusqu'à l'armistice de Moudros.

- 5 juin : fondation de l'Afrikaner Broederbond à Johannesburg.

- 9 juin : offensive allemande entre Montdidier et Noyon vers Compiègne.

- 12 juin[2] : les États-Unis font approuver une Constitution à Haïti lors d’un référendum truqué. Le pays est administré conjointement par les États-Unis et un dictateur fantoche.

- 14 juin : plan Lely d'assèchement du Zuiderzee.

- 15 juin : début de la bataille du Piave. Offensive de l'Autriche en Vénétie durant l'été. Les troupes italiennes reprennent leurs positions entre la Vénétie et le Piave le 8 juillet.

- 21 juin : la Fédération universitaire de Córdoba lance un Manifeste qui remet en cause totalement le fonctionnement de l'université en Argentine.

- 28 juin, URSS : nationalisation de 900 grandes entreprises dans les secteurs minier, métallurgique et textile.

## Naissances
- 10 juin : 
  - Barry Morse, acteur († 2 février 2008).
  - Patachou, chanteuse française († 30 avril 2015).
- 18 juin :
  - Nelson Mandela, homme d'Etat sud-africain († 5 décembre 2013)
- 22 juin : Felicity Lane-Fox, pair et femme politique britannique († 17 avril 1988).

## Décès
- 9 juin : Joseph Kaeble, soldat au front. Récipiendaire de la Croix de Victoria à titre posthume.
- 19 juin : Francesco Baracca, as de l'aviation italien (° 9 mai 1888, 30 ans).